# Đêm lạnh chùa hoang
Đêm lạnh chùa hoang là một vở cải lương hương xa của soạn giả cải lương Yên Lang. Đây là một trong rất nhiều vở tuồng được yêu thích của Yên Lang như Máu nhuộm sân chùa, Mùa thu trên Bạch Mã Sơn, Tây Thi… được ông sáng tác khi làm việc cho gánh Kim Chung.
Theo Minh Vương, trong những năm 1970, đĩa hát của vở tuồng này được tái bản đến lần thứ tư mà vẫn bán chạy.

## Nội dung
Đêm lạnh chùa hoang nói về chuyện tình của quận chúa Mông Cổ Bảo Xuyên, đã dẫn quân đánh Trung Nguyên, với Tần Lĩnh Sơn, một chàng trai người Hán.

## Biểu diễn
Đêm lạnh chùa hoang được công diễn lần đầu tiên trên sân khấu Kim Chung và được thu dĩa nhựa vào thập niên 1970, sau là cassette, do đôi bạn diễn ăn ý là  Minh Vương (trong vai Tần Lĩnh Sơn) và Lệ Thủy (trong vai Hồ Bảo Xuyên). Đây là 2 vai diễn làm nên tên tuổi của đôi tài danh này và đã đi sâu vào lòng công chúng trong suốt những thập niên qua.
Theo một bài báo của tờ Thanh Niên, vở Đêm lạnh chùa hoang đã được tái dựng lại vào tối ngày 20 tháng 8 năm 2009 bởi Sân khấu Vàng tại Nhà hát Trần Hữu Trang, trong lần diễn này  vai diễn Tần Lĩnh Sơn và Hồ Bảo Xuyên vẫn được diễn bởi hai nghệ sĩ Minh Vương và Lệ Thủy.

## Đánh giá
Theo đánh giá của một bài báo thuộc báo Thanh Niên, tuồng cải lương này "về nội dung thì không có gì quá đặc sắc", nhưng cũng cho rằng vở này "viết rất chuẩn mực", không quá khó hát và ngôn từ trong vở cũng được báo đánh giá là "tình tứ", "ngọt ngào".

### Nhận xét
| “ | Gần trọn đời đi hát, tôi không sao quên được lời ca đẹp như thơ của Tần Lĩnh Sơn trong vở Đêm lạnh chùa hoang của anh Yên Lang […]. Mỗi nhân vật của anh đều có chiều sâu, thấm đẫm tinh thần nhân văn. | ” |
| — | |   |

### Câu nói liên quan
| “ | Soạn giả là những người trong bóng tối, hầu hết nhiều khán giả cải lương, chỉ biết nghệ sĩ, chứ không biết đến soạn giả. Thậm chí có những khán giả thuộc tên tuồng, hay thuộc cả lời ca trong Đêm lạnh chùa hoang, Tâm sự loài chim biển… nhưng Yên Lang là ai, thì họ không biết. | ” |
| — | |   |